# Sovův mlýn
Sovův mlýn v Onšovicích u Čkyně v okrese Prachatice je vodní mlýn, který stojí jihovýchodně od obce na říčce Spůlka. Je chráněn jako nemovitá kulturní památka České republiky.

## Historie
Mlýn pochází z 18. století. Později byl v traktech dvora přestavěn.

## Popis
Původně uzavřený čtyřkřídlý areál mlýna má nepravidelně tvarovaný dvůr; jeho jižní trakt se nedochoval. V mlýnici se nachází část mlecího zařízení, které je řezbářsky zdobené.
Voda na vodní kolo vedla náhonem od jezu a odtokovým kanálem se vracela zpět do říčky. V roce 1930 mlýn pohánělo 1 kolo na spodní vodu (průtok 0.11 m³/s, spád 3 m, výkon 3 HP). Podle dochovaných prostupů mlýn původně poháněla 2 kola na spodní vodu.